# 蘭平峰
84°14′S 164°49′E / 84.233°S 164.817°E
蘭平峰是南極洲的山峰，位於沙克爾頓海岸，處於普雷布爾冰川和懷科夫冰川之間，屬於亞歷山德拉皇后山脈的一部分，以美國的地磁學家命名。